# 이와키하나와역
이와키하나와역(일본어: 磐城塙駅)은 일본 후쿠시마현 히가시시라카와군 하나와정에 위치한 동일본 여객철도 스이군선의 철도역이다. 상대식 승강장 2면 2선의 구조를 갖춘 지상역이다.

## 타는 곳
| 1 | ■ 스이군선 | 하행 | (역사 측) | 이와키이시카와 · 고리야마 방면          |
| 2 | ■ 스이군선 | 상행 |           | 히타치다이고 · 히타치오미야 · 미토 방면 |

## 이용 현황
| 승차 인원 추이 | 승차 인원 추이 |
| 연도           | 1일 평균       |
| -------------- | -------------- |
| 2000           | 444            |
| 2001           | 398            |
| 2002           | 394            |
| 2003           | 361            |
| 2004           | 361            |
| 2005           | 330            |
| 2006           | 302            |
| 2007           | 273            |
| 2008           | 278            |
| 2009           | 274            |
| 2010           | 276            |
| 2011           | 260            |
| 2012           | 265            |
| 2013           | 242            |
| 2014           | 205            |
| 2015           | 213            |

## 역 주변
- 국도 제118호선
- 하나와 정청
- 구지 강
- 하구로 산
- 후쿠시마 현 미나미 환경위생센터

## 인접 역
| 스이군선               | 스이군선   | 스이군선             |
| ---------------------- | ---------- | -------------------- |
| 이와키이시이 미토 방면 | ■ 스이군선 | 지카쓰 고리야마 방면 |